# Woodlawn (Ierland)
Woodlawn is een kleine plaats in het oosten van het Ierse graafschap Galway. Het dorp heeft een station aan de lijn Dublin - Galway.